# حمض نووي ريبوزي متداخل صغير

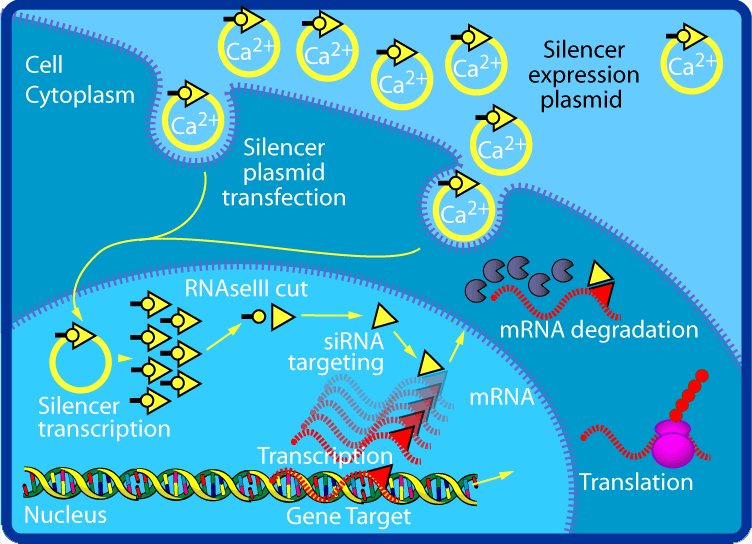

الرنا المتداخل الصغير (بالإنجليزية:  Small interfering RNA أو siRNA)‏ اختصارا (سيرنا)، الذي يعرف أحيانا باسم الرنا القصير أو الرنا المسكت، هي فئة من جزيئات الحمض النووي الريبي مزدوج الخيط، فيحتوي على حوالي 20-25 زوج قاعدي. يلعب الرنا المتداخل الصغير العديد من الأدوار، ولكن من أبرزها هو في التداخل في مسار الحمض النووي الريبي (رنا)، حيث أنه يتعارض مع التعبير عن جينات معينة بارتباطه مع تسلسل النوكليوتيدات التكميلية. من هنا، يقوم الرنا المتاخل الصغير بهذا العمل عن طريق هدم مرسال الحمض الريبي النووي بعد نسخه، مانعًا ترجمته. يعمل الرنا المتداخل الصغير أيضًا في مسارات الرنا ذات الصلة، على سبيل المثال، كآلية مضادة للفيروسات أو في تشكيل هيكل الكروماتين من الجينوم. تفاصيل تعقيدات هذه المسارات لم توضح كليا لحد الآن.

## انظر أيضُا
- تداخل الرنا
- الحمض النووي الراني الصغير
- الحمض الريبي النووي ذو الانعطاف الحاد
- ميكرو حمض ريبي نووي
- فيروسي الشكل